# 普卡薩亞山 (阿雷基帕大區)
16°15′15″S 71°12′35″W / 16.25417°S 71.20972°W
普卡薩亞山（Puka Saya），是秘魯的山峰，位於該國南部阿雷基帕大區的阿雷基帕省，屬於安第斯山脈的一部分，處於薩利納斯湖以北和孔多里山西南面，海拔高度約5,000米。